# Burg Haßloch (Pfalz)
Die Burg Haßloch ist eine abgegangene Burg in der pfälzischen Gemeinde Haßloch im Landkreis Bad Dürkheim in Rheinland-Pfalz. Die Lage der Burg ist aufgrund der Straßenbezeichnungen „Burgweg“ und insbesondere „Burggraben“ in der Nähe des heutigen Ortszentrums lokalisierbar.

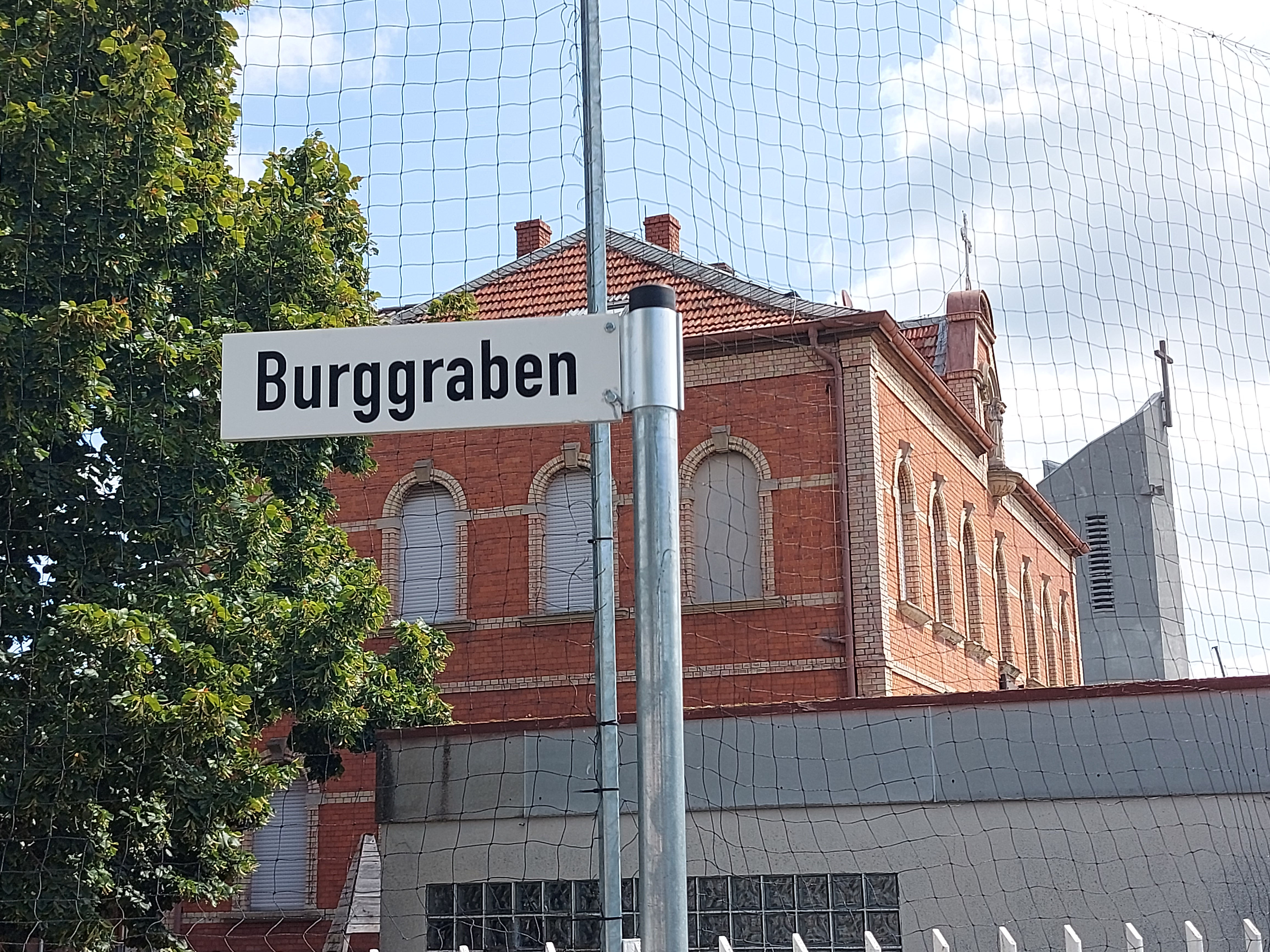
Burggraben Ecke Schillerstraße

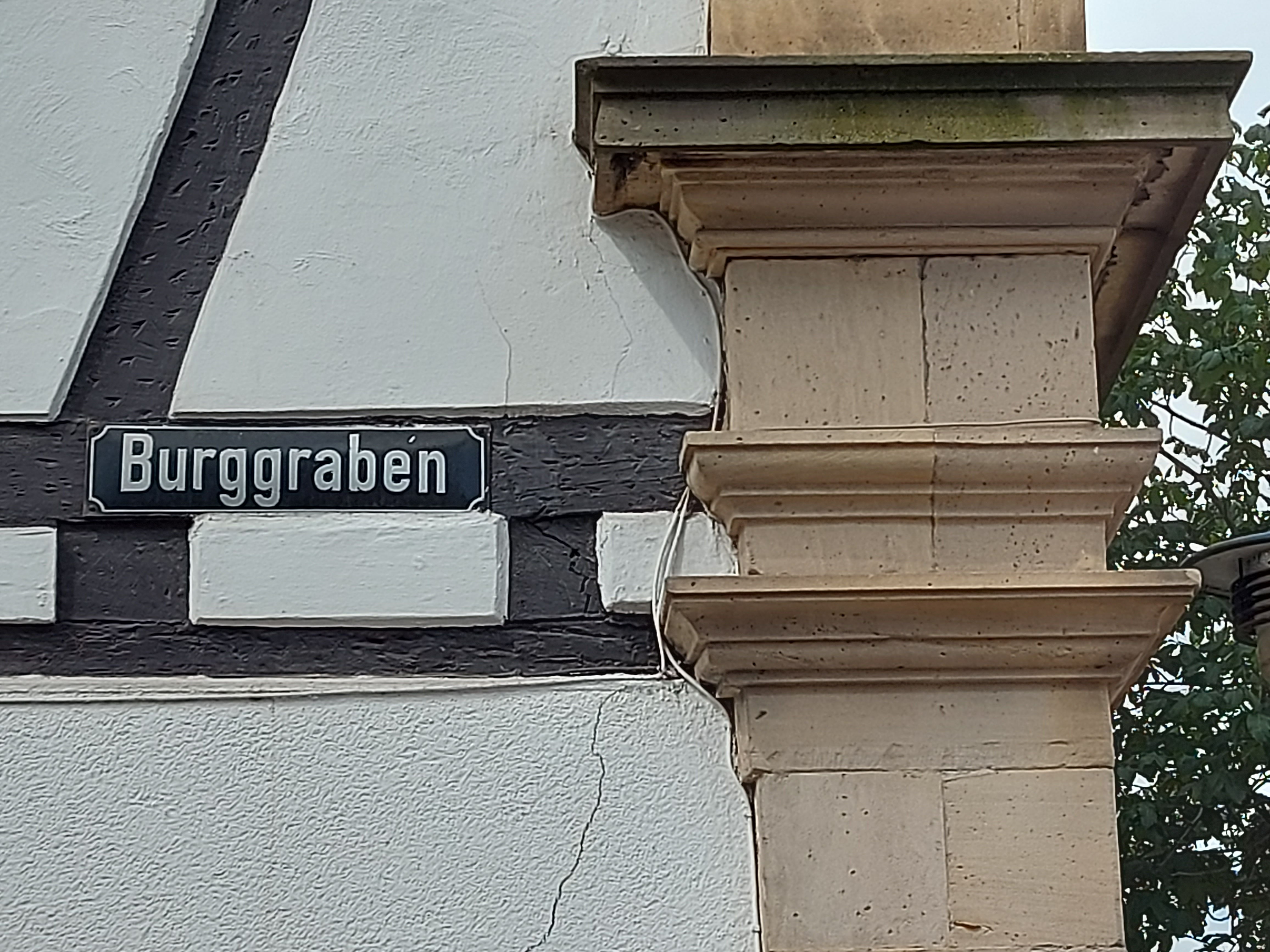
Burggraben Ecke Langgasse

## Geschichte
Graf Emich VII. (nach früherer Zählung Emich VI.) von Leiningen kaufte von dem niederadligen Speyerer Bürger Eberhard Wildgauwer ein größeres Gut in Haßloch und ließ um 1421 darauf die Burg errichten. Nachfolgend kam es zu gerichtlichen Auseinandersetzungen mit seinem Lehnsherren, Kurfürst Ludwig III. von der Pfalz. Man einigte sich gütlich, indem der Graf Emich VI. die Burg 1424 als Lehen vom Kurfürsten annahm.
Für den 25. Februar 1435 ist der Aufenthalt von Graf Emich VII. in Haßloch nachgewiesen. 1448 erneuerten die 3 weltlichen Söhne auf der Burg Haßloch den zu Lebzeiten des Vaters verfassten Teilungsvertrag, der verloren gegangen war. Emich VIII. von Leiningen erbte die Stammgüter inklusive das Lehen zu Haßloch, Schaffried bekam die elsässischen Besitzungen und Bernhard erhielt u. a. die Burg Biedesheim (Bischheim).
1458 ist durch einen Briefwechsel zwischen Rudolf von Zeiskam, Pfalz-Zweibrücker Amtmann zu Neukastel, und Georg Herr von Ochsenstein, kurpfälzischer Viztum zu Neustadt, nachzuweisen, dass einzelne kurpfälzische Untertanen in Haßloch unter der Verfügungsgewalt von Pfalz-Zweibrücken gefangen gehalten wurden.
Vor dem Hintergrund des Fürstenkrieges kam es 1460 zur zweiten Fehde des Herzogs Ludwig von Pfalz-Zweibrücken gegen seinen Vetter, den pfälzischen Kurfürsten Friedrich I. Die Leininger Grafen unterstützten den Herzog gegen ihren kurpfälzischen Lehnsgeber. Anlass bot der Angriff des Kunz Pfil (Conze Phile) von Ulnbach, eines Gefolgsmannes von Herzog Ludwig, auf kurfürstliches Gebiet Ende 1459. Durch die gegenseitigen Übergriffe wurden die Dörfer Meckenheim, Kandel, Haßloch, Böhl und Iggelheim schwer geschädigt. Nach der entscheidenden Schlacht mit den Truppen des Herzogs und der Leininger Grafen am 4. Juli 1460 bei Pfeddersheim veranlasste der siegreiche Kurfürst am 19. August den Angriff auf die leiningische Burg Haßloch. Wahrscheinlich befand sich auf Seiten der Verteidiger auch der leiningische Fauth von Haßloch, Eberhard Wolfgang Heimberger. Die Burg wurde nach fünftägiger Belagerung übergeben.
Der Kurfürst ließ die Burg am 20. April 1461 durch den Viztum von Neustadt verbrennen und schleifen. Dabei unterstützten ihn Zimmerleute und Steinmetze aus der mit Friedrich I. verbündeten Stadt Speyer, die das Recht besaß, im Umkreis von drei Meilen keinen „burglichen Bau“ dulden zu müssen.
Vom Liedermacher Michael Beheim wurden ab 1468 in Heidelberg die Vorgänge in der Pfälzischen Reimchronik festgehalten und besungen.
Infolge des Landshuter Erbfolgekriegs belehnte Kurfürst Philipp im Vertrag zu Speyer 1506 den Leininger Grafen Emich IX. (nach früherer Zählung Emich VIII.) mit den Dörfern Haßloch, Böhl und Iggelheim nebst Burgstadel in Haßloch. Dies lässt den Rückschluss zu, dass von der Burg 1506 keine nennenswerten oberirdischen Reste mehr vorhanden waren.

## Angaben zur Lage der Burg
Die leiningischen Güter lagen insbesondere zwischen Kirchgasse und Gillergasse. Der Vorhof der Burg befand sich nördlich der Schillerstraße, zwischen Burggraben und Rösselgasse. Die dortige Hofreite (Bauhof) bestand bis 1619.